# Чельцов, Григорий Васильевич
Григо́рий Васи́льевич Чельцо́в (1840, Михайлов, Рязанская губерния — 1920, Петроград) — протоиерей Русской православной церкви, христианский писатель.

## Биография
Родился в семье настоятеля Богородице-Монастырской церкви Василия Гавриловича Чельцова.
Окончил Рязанскую духовную семинарию.
В 1865 году окончил Санкт-Петербургскую духовную академию со степенью магистра.
В 1865 году был назначен преподавателем в Санкт-Петербургской духовной семинарии.
3 февраля 1867 года был рукоположен во священника и назначен настоятелем церкви во имя равноапостольных царей Константина и Елены при градских богадельнях.
В 1883 году был возведен в сан протоиерея.
Служил законоучителем 7-й и 8-й Петербургских гимназий.
Умер 14 марта 1920 года в Петрограде.

## Награды
- Орден Святой Анны III степени (1889)
- Орден Святой Анны II степени
- Орден Святой Анны I степени

## Сочинения
Чельцов — автор ряда статей, изданных в «Христианском Чтении», «Духовной Беседе» и «Страннике» (за 1866—1872 года).
- Теория Бокля и христианское учение о промысле Божием, 2-е изд., СПб.: Типография Ф. Елеонскаго и Ко, 1884
- Краткое учение о богослужении православной церкви, примененное к утвержденной Св. Синодом новой программе по Закону Божию для начальных училищ с трехгодичным курсом и для испытания отбывающих воинскую повинность по 4-му разряду/ сост. законоучитель седьмой и восьмой с.-петерб. гимназий, свящ. церкви с.-петерб. градских богаделен Григорий Чельцов, 4-е изд., СПб., 1894
- Объяснение символа веры, молитв и заповедей с подготовительными к нему рассказами из священной истории с кратким учением о богослужении православной церкви 27-е изд., СПб., 1903 (учебник по Закону Божиему)

К 1916 году учебник был издан 45 тиражами, общим количеством не менее миллиона экземпляров и являлся руководством для начальных училищ и приготовительных классов средних учебных заведений.